# Stipan
Stipan is een plaats in de gemeente Gvozd in de Kroatische provincie Sisak-Moslavina. De plaats telt 41 inwoners (2001).